# 馬廷賢
馬廷賢（1896年—1962年），字立汤，回族，甘肅省西鄉莫尼溝大河家人，人称四少君，馬家軍領袖。

## 生平
馬占鰲之孫，马安良第四子，馬廷勷之弟。马廷贤原在兄長馬廷勷所统领的西军中任职，官至二十七师副师长。

### 進攻河州
民国16年（1927年）春，國民軍進駐蘭州後，原來割據地方勢力，處于朝不保夕的境地，馬家軍內部鬥爭日漸激化。因爭奪旅長一職，馬廷賢與馬全欽結怨于。
民国17年（1928年）5月，河湟地区发生马仲英兵变，马廷贤被马仲英任命为副司令。6月，马仲英将变兵改称「西北边防联盟军」，继续同国民军战斗。11月，甘肃军务督办刘郁芬从各地调集兵力增援河州。
共6个师5万余兵力向马仲英、马廷贤部发起攻击，在国民军迫击下，变兵部分缴械投降，部分放下武器返回家园，部分溃散后藏匿于山中，迫使马仲英、马廷贤率七千余人流窜外地。

### 佔領陇南
民国18年（1929年）初，冯玉祥与蒋介石的矛盾日益激化，蒋介石遂大力网罗西北地区的倒冯势力。4月，马廷贤去北平投靠蒋介石，被蒋介石任命为「讨逆军」第十五路军第一纵队司令。
次年4月，冯玉祥部将吉鸿昌、孙连仲等，先后率军离开西北，东下河南参加中原大战，甘、宁、青防务出现空虚。马廷贤乘机回到宁夏，策动已投降国民军的旧部韩进禄旅三千余人，再次发动兵变。宁夏省主席马鸿宾派兵追剿，马廷贤与韩进禄遂率部翻越六盘山，于5月6日攻破天水城。进占天水后，自称「西北回民联军总司令」，分驻天水、秦安、清水、甘谷、武山、西河等县。后又进占成县、徽县、武都、文县、礼县。马廷贤占领陇南14县后，私自委任县长，设立款局、粮台、兵站，大肆搜刮盘剥人民。6月，马廷贤打出了「回汉联合，甘人治甘」的旗号，出面联络甘肃各地反冯势力，图谋组成联军，驱逐国民军势力出甘肃。甘肃地方势力派代表人物经过协商，同意马廷贤号召，在天水成立「甘肃联军总司令部」，马廷贤为总司令兼陇南路司令。8月5日攻占定西县城。马部在定西受到马麟部攻击，孤军奋战，人员伤亡，只得退出定西城，回到天水。與国民军的战斗便告结束。

### 逃往北京
民国20年（1931年）后，马廷贤势力被川军击败，将其逐出陇南。兵败后去北京避难，之后到天津定居十多年。1947年返回原籍积石山刘集陶家村。
1962年被临夏县人民政府處死。